# 德鲁日基夫卡市镇
德鲁日基夫卡市级市镇（烏克蘭語：Дружківська міська громада）是乌克兰顿涅茨克州克拉马托尔斯克区的一个市镇，行政中心为德魯日基夫卡。市镇面积为289.3平方公里，人口数量为66,823人（2020年）。

## 聚居点
该市镇包括一个城市（德魯日基夫卡）、4个镇（新赫里霍里夫卡、新尼古拉耶夫卡/新米科拉伊夫卡、阿列克西耶沃-德魯日基夫卡、赖斯凯）、13个村庄和2个乡村居民点。